# Abu l-Fadl Muhammad ibn al-Husayn ibn Muhammad
Abu-l-Fadl Muhàmmad ibn al-Hussayn ibn Muhàmmad (àrab: أبو الفضل محمد بن الحسين بن محمد, Abū l-Faḍl Muḥammad b. al-Ḥusayn b. Muḥammad), més conegut com Abu-l-Fadl ibn al-Amid o, senzillament, Ibn al-Amid (àrab: ابن العميد, Ibn al-ʿAmīd), fou visir dels buwàyhides, fill d'un mercader de Qom que va exercir algunes funcions destacades al Khurasan i que el 933 era visir del ziyarida Wuixmaguir a Rayy, i l'any següent era un dels principals dignataris de Mardawij ibn Ziyar, general i emir daylamita que va governar al Jibal del 931 al 935, poc abans que aquest fou assassinat a Esfahan.
El fill apareix com a visir del buwàyhida Rukn-ad-Dawla, càrrec al qual va arribar en circumstàncies desconegudes; el 950/951 va avortar una conspiració per alliberar al musafírida Marzuban (que havia estat fet presoner per Rukn-ad-Dawla); l'any següent va rebutjar una invasió del general samànida Ibn Karategin i el 955/956 va dirigir la resistència a la invasió del general samànida Ibn Makan; l'any següent va fer front a la revolta del cap militar daylamita Ruzbihan. Després desapareix de les cròniques durant deu anys; Rukn-ad-Dawla el va enviar vers 965 al Fars al costat del seu jove fill Àdud-ad-Dawla però aquest aviat no va necessitar ningú i va reenviar a Abu-l-Fadl cap a Rayy a la cort de Rukn-ad-Dawla. El 966 a Rayy va dominar un motí d'un exèrcit de ghazis khurasanians que anaven a la frontera romana d'Orient. El 967 va sotemtre per a Ibrahim Salar (aliat de Rukn-ad-Dawla) l'Azerbaidjan, però va preferir emportar-se al príncep que deixar-lo al govern. El 970 va fer una expedició contra el cap kurd Hasanwayh; durant l'expedició es va posar malalt i el seu fill va agafar el comandament i va tenir una actuació inadequada amb les tropes que Abu-l-Fadl va criticar sense resultat.
Va morir el 8 de desembre de 970 havent estat visir 32 anys, una durada que només fou superada més tard per Nidham-al-Mulk.
Va escriure diverses obres; la principal és el Kitab al-màdhhab fi-l-balagha.